# Eugenia Mantelli
Eugenia Mantelli (ur. 1860, zm. 3 marca 1926 w Lizbonie) – włoska śpiewaczka operowa, sopran.

## Życiorys
Dokładna data i miejsce jej urodzenia są nieznane. Debiutowała w 1883 roku w Teatro Nacional de São Carlos w Lizbonie w roli Pazia w Hugonotach Giacomo Meyerbeera. Wspólnie z hiszpańskim tenorem Julianem Gayarre koncertowała w Niemczech, Włoszech i Ameryce Południowej. W 1894 roku śpiewała razem z Francesco Tamagno w Moskwie, rok później debiutowała jako Amneris w Aidzie na deskach Metropolitan Opera w Nowym Jorku, gdzie występowała do 1897 roku i ponownie w latach 1898–1900 i 1902–1903. W 1896 roku wykonała partię Brunhildy we francuskojęzycznej wersji Walkirii w Covent Garden Theatre w Londynie. Dysponowała doskonałymi warunkami głosowymi, umożliwiającymi jej wykonywanie partii koloraturowych, jak i dramatycznych ról w rodzaju Ortrudy w Lohengrinie. Na deskach Metropolitan Opera wystąpiła w amerykańskich premierach Samsona i Dalili Camille’a Saint-Saënsa, Faworyty Gaetano Donizettiego, Mefistofelesa Arrigo Boito i Hugonotów Giacomo Meyerbeera.
W 1910 roku zakończyła karierę sceniczną i osiadła w Lizbonie, gdzie uczyła śpiewu.